# Gyrinus subcostulatus
Gyrinus subcostulatus is een keversoort uit de familie van schrijvertjes (Gyrinidae). De wetenschappelijke naam van de soort is voor het eerst geldig gepubliceerd in 1977 door Moroni.